# ワイト島
ワイト島（ワイトとう、英: Isle of Wight）は、イギリスの島。ハンプシャーの3キロメートルないし8キロメートル沖合のイギリス海峡に位置し、そのあいだの海域はソレント海峡と呼ばれる。イングランドで最大の面積、および2番目の人口を有する島である。ヴィクトリア朝時代から週末の行楽地として人気で、温暖な気候や海岸の美しい景色、青々とした野原や丘陵、尾根で知られる。歴史的にはハンプシャーの一部であった。国際連合教育科学文化機関 (UNESCO) の生物圏保護区に指定されている。面積は380平方キロメートルで、シンガポールの半分ほどである。
かつては詩人アルジャーノン・チャールズ・スウィンバーンやアルフレッド・テニソンが居を構え、ヴィクトリア女王も島内のイースト・カウズにオズボーン・ハウスと呼ばれる夏の別荘を築き、そこで最期を迎えた。産業ではボートや帆、飛行艇、ホバークラフトなどの生産が盛んで、宇宙ロケットも製造している。毎年音楽フェスティバルが開催されるが、特に1970年のワイト島音楽祭は過去最大のロック音楽イベントとされる。島内の断崖や採石場からは、恐竜の化石がよく発見される。
その地勢上、サウサンプトンやポーツマスといった港湾都市の防衛という役割を帯びており、アルマダの海戦からバトル・オブ・ブリテンまで、歴史上の数々の難局で最前線に立たされてきた。19世紀後半から20世紀初頭にかけて、週末の小旅行が流行し庶民にも広まると、急速に開発され都市化が進んだ。
かつてはハンプシャーに所属し、1890年に独自の行政カウンティ (administrative county) となって以降もハンプシャー統監がワイト島の統監を兼務していた。1974年に独自の典礼カウンティとなって以降は、もはやハンプシャーと行政的なつながりはもたなくなったが、警察・消防・救急業務は分担している。また、島内のイングランド国教会の教会はポーツマス教区（古くはウィンチェスター教区）に所属している。1997年にラットランドが復活するまで、イングランドで最も小さいカウンティであった。
最も早い本土との交通連絡手段は、ライドとサウスシーを結ぶホバークラフト（ホバートラベル）である。島内最大のフェリー会社であるワイトリンクや二番手のレッドファンネルが、ソレント海峡を横断しサウサンプトンやリミントン、ポーツマスに至るフェリーや双胴船を運航している。観光業は島内最大の産業である。
ワイト島の州花は、Pyramidal Orchid（ラン科の一種）である。

## 地理

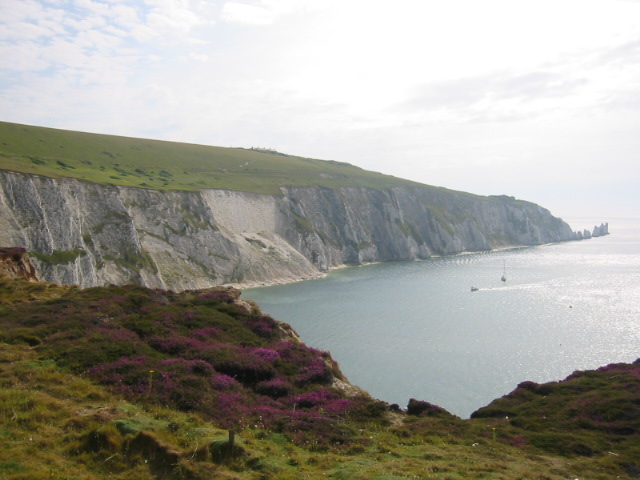
ニードルズとアラム湾のよく知られた眺望

ワイト島はほぼ菱形をしていて、面積は147平方マイル(381km2)である。島のおよそ西半分は、ワイト島特定自然保護区に指定されている。度々「イングランドのミニチュア」として引き合いに出されるほど、島の景観は変化に富んでいる。西部は田園地帯が中心で、恐らく風景画として島では最適な場所であり、ダウンランドから延びた石灰岩の尾根が雄大な海岸線を形作りながらニードルズと呼ばれる岩柱まで続く。島の最高地点はセントボニファス・ダウン（241m/791ft）である。ほかの場所も変化に富んでいて、緩やかな崖と岩棚は野生生物の棲息地として国際的な保護区域に指定されている。
島内には3つの主要河川がある。メディナ川は北流しソレント海峡に、イースタン・ヤー川はおおよそ北東に流れてベンブリッジ港に、ウェスタン・ヤー川はフレッシュウォーター・ベイからヤーマスまでの比較的短い距離を流れている。島の南部は、イギリス海峡に面している。

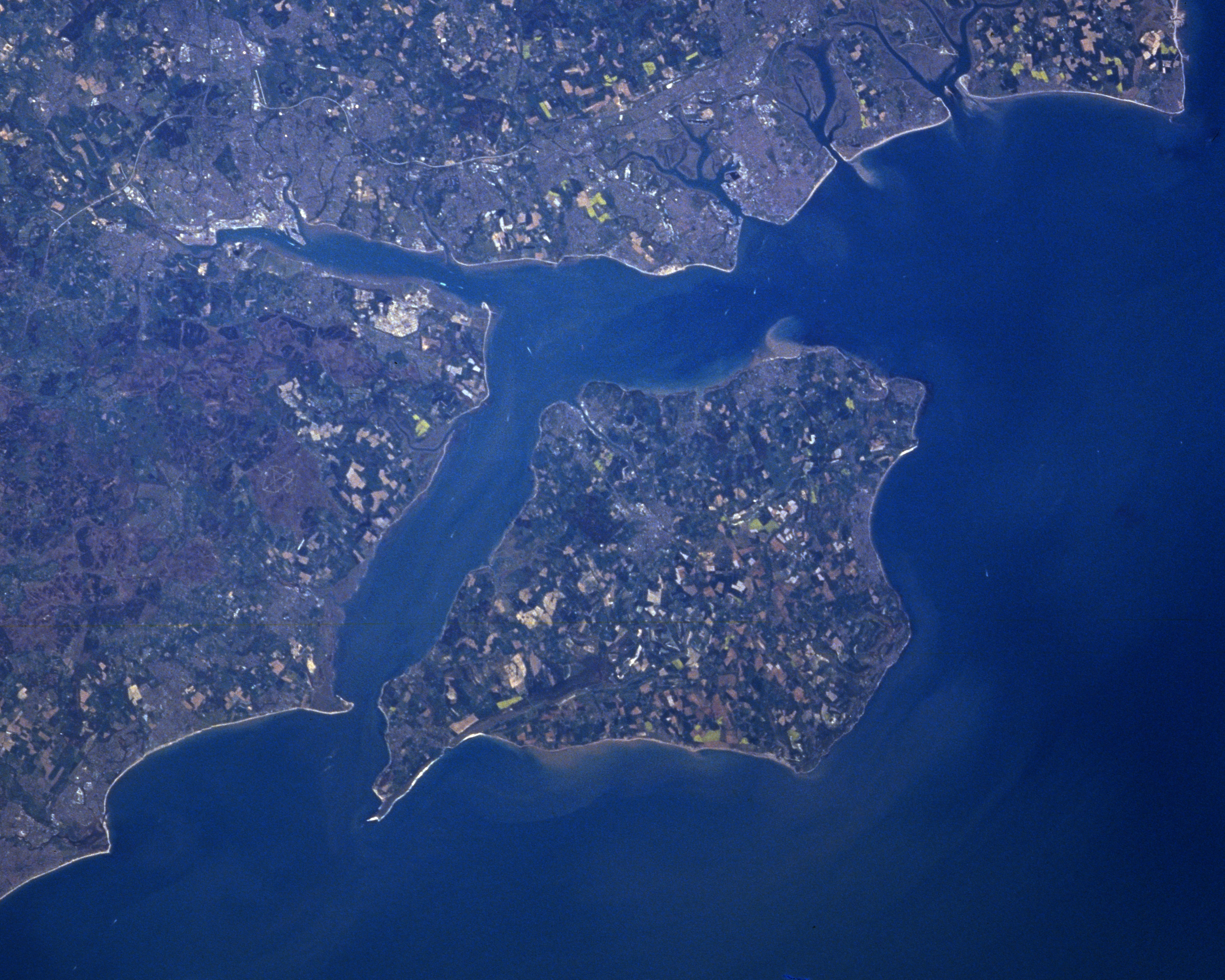
ワイト島とソレント海峡の衛星写真

比較的に遅い時期にグレートブリテン島から分離したため、島の野生生物は固有種がないものの、グレートブリテン島とは異なる特徴的な生物相をもつ。リスは在来種のキタリスが多く、グレートブリテン島で分布を広げている外来種のトウブハイイロリスがいない。また、野生のシカもいないが、ヤマネ科のヨーロッパヤマネやコウモリのベヒシュタインホオヒゲコウモリとヨーロッパチチブコウモリなどの希少種が発見されている。タテハチョウの一種・グランヴィルヒョウモンモドキ（Melitaea cinxia）はユーラシア大陸に広く分布するが、イギリスではワイト島の南側の脆い崖周辺だけに分布している。島は2019年にユネスコの生物圏保護区に指定された。また、島の一部は北部のソレント海峡とサウサンプトン・ウォーターと共に1998年にラムサール条約登録地となった。
本土から島に渡るには船が一般的で、リミントンからヤーマス、サウサンプトンから東カウズ、ポーツマスからフィッシュボーンとフェリーが運航されている。車を使わない人は、サウスシー・ライド間を運航するホバークラフトが使えるし、サウサンプトン・西カウズ間やポーツマス・ライドピアヘッド間は、2隻の双胴船が運航している。島にはベンブリッジとサンダウンに軽飛行機用の空港もある。
島にはアソシエーション・オブ・トレイン・オペレーティング・カンパニーズ（ATOC、イギリス鉄道運行企業連合。イギリスの旅客列車運行会社の代表団体）に属する最小の鉄道会社であるアイランド・ラインの本社があり、同社が島の東部ライドピアヘッド・シャクリン間約8.5マイルのワイト島線の列車（ナショナル・レールに含まれる）を運行している。スモールブルック連絡駅でワイト島線と連絡する蒸気機関車の保存鉄道ワイト島蒸気鉄道もある。

## 歴史

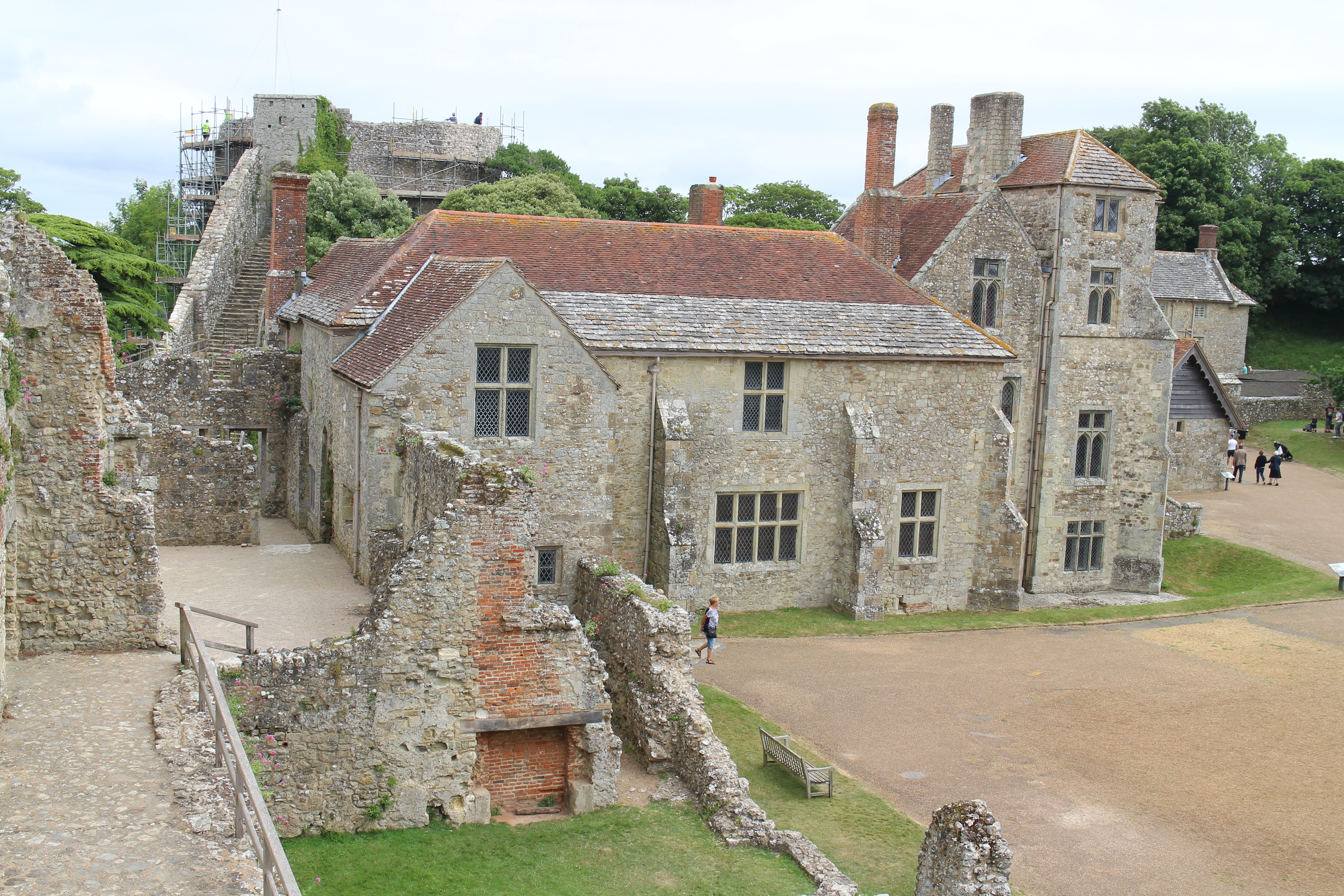
カリスブルック城

現在ワイト島を形成している場所の多くは、白亜紀の堆積物で、現在のイングランド南岸地域の多くを形成している入り組んだ川谷であった。当時の沼地と池は、化石の宝庫で、現在ヨーロッパの恐竜の化石が見付かる最も重要な場所のひとつになっている。
ワイト島は最終氷期の終わりのある時期に島になったが、後氷期の隆起で沈降が起こったためにソレント海峡に海水が流れ込み島を形成した。島はローマ人にはVectisとして知られるケルト族の島となり、ローマ帝国のウェスパシアヌスに占領された。ローマ帝国の支配が終わると、アングロ・サクソン族の侵攻が始まる頃ゲルマン系のジュート族が入植した。VectisがWihtに転化して（ラテン語のvは[w]と発音した）島名の語源になった。686年に、大ブリテン島から約1世紀遅れてブリテン諸島で最後にキリスト教化した。
ノルマンディー公ギヨームの侵攻でワイト島卿が設けられた。カリスブルック修道院とカリスブルック城の砦が造られた。ワイト島が完全に国王の支配を受けることになるのは、最後のノルマン卿イザベラ・ド・フォルトビュスが死んで1293年にエドワード1世に売られてからである。その後、ヘンリー6世が自ら戴冠したヘンリー・ド・ボーシャンがワイト島の王であった一時期を除いて、ワイト島卿は王の任命制になった。ヘンリーは1445年に22歳で没した。男子の王位継承者はなく、王統は途絶えた。
ヘンリー8世は海軍やポーツマスにある海軍の恒久基地の増強に励んだが、島内でもヤーマス、東西カウ、サンダウンを要塞化した。その工事には、使われていない修道院の建材も利用された。当時島の司令官だったリチャード・ワーズレー卿は、1545年のフランスの攻撃を凌ぐことができた。その後、1588年に無敵艦隊を撃破しても、スペインの脅威は残っていて、1597年から1602年にかけてカリスブルック城の外塁が建造された。
清教徒革命（イングランド内戦）ではチャールズ1世がロバート・ハモンド総督の庇護を期待し逃げ落ちたが、ハモンドは驚いて、王をカリスブルック城に監禁した。
ヴィクトリア女王は、長年ワイト島のオズボーン・ハウスで夏の休暇を過ごした。その結果、ワイト島はヨーロッパ王室の主要なリゾート地となった。女王の時代の1897年、マルコーニによって世界初のアマチュア無線の無線局が島の西端にあるニードルズ砲台に開設された。
1904年、未知の病気で島の蜜蜂が死に始め、1907年までに蜜蜂の群れはほとんど一掃されてしまうと、本土に飛び火し、ブリテン諸島で蔓延して行った。ワイト島病と呼ばれたこの奇病は、1921年になってアカリンダニが媒介する病気（アカリンダニ症）と判明した。この病気は蜂が多くの場合受粉に重要な役割を果たすことから多くの国に衝撃を与えた。蜜蜂の輸入を禁じる法律が可決されたが、形の上だけの効果しかなかった。
ワイト島音楽祭が数回行われているが、通常は1968年と1969年に小規模なコンサートが行われたのに続いて1970年に西ワイトのアフトンダウン近くで行われた非常に大きなロック大会のことを指している。1970年のコンサートは、ジミ・ヘンドリックスが公の場で行ったコンサートとしては晩年のものであると同時に約60万人もの観客を集めた（チケットは5万枚しか売れなかったのに）コンサートであり、前年のウッドストックを上回る規模であった。このイベントは2002年に復活し、現在毎年行われると共に島の行政府が協賛して全島でさまざまな分野の音楽イベントが小規模ながらも行われている。

## 政治
ワイト島は、行政上は典礼カウンティかつ非都市カウンティに分類される。1995年に島内2つのバラ議会が廃止され、ワイト島州議会がワイト島議会に改編されて以降は、単一自治体と同じく一層制の行政構造となっている。
2024年まで、ワイト島選出の下院議員は1名のみであった。全島がワイト島選挙区のエリアであり、その有権者数は2011年時点で13万8300人と、イングランドの平均より50%以上多く、イギリスで最も有権者数の多い選挙区のひとつとなっていた。2011年議会選挙制度および選挙区法の制定を受けて、第6次国会議員選挙区定例レビューによってこの現状が変更されることとなったが、2013年有権者登録・行政法によって、変更は早くとも2022年以降に行われることとなった。このため、2015年、2017年、2019年の総選挙は従来の選挙区割りで実施された。その後、2022年のレビューで新たにワイト島東選挙区とワイト島西選挙区が設置され、2024年の総選挙から新たな区割りでの運用がはじまった。

## 言語と方言
ワイト島の特徴あるアクセントは、伝統的なハンプシャー方言を幾分強めに発音するもので、子音が脱落し母音が強調される点に特色がある。この発音はイングランド南西部と同様のものだが、南東部の河口域英語よりは脱落していない。英語の多くの方言やアクセントと同じように強い島国アクセントは現在では一般的でなく、高齢者には残っているものの、減少が続いている。
島にも島独自の単語がある。Grockel（訪問者）やnipper/nips（若者）などの単語は、今でも良く使われていて、近隣の地域でも耳にする単語である。例えばoverner（島に移住した本土人）やcaulkhead（島で生まれた人）というように島独自の単語も少数ある。他にもっと珍しい単語があり、現在ではmallishag（ケムシ）やnammit（食料）のように主に滑稽さを強調する目的で使われる単語がある。

## 経済
この表は単位を100万ポンドとしてワイト島の現況を表したものである。
| 年度 | 合計  | 農業 | 工業 | サービス業 |
| ---- | ----- | ---- | ---- | ---------- |
| 1995 | 831   | 28   | 218  | 585        |
| 2000 | 1,202 | 27   | 375  | 800        |
| 2003 | 1,491 | 42   | 288  | 1,161      |

### 工業と農業
ワイト島最大の産業は観光だが、羊、酪農、耕地作物などの農業も有力な産業である。古くからの農産物は、輸送コストが掛かるために島の外で売るのは難しくなってきているが、島の農民は、特産物の開発に成功している。現在最も成功しているのは、トマトや胡瓜といった特にサラダで使う作物である。ワイト島はイギリスの多くの地域より生産に適した時期が長く、こうしたこともこうした作物への恵みになっている。ニンニクは長年ニューチャーチ村の特産品になっていて、フランスにも輸出されている。ここからニューチャーチ村では毎年ニンニク祭が行われることになり、島最大の年中行事のひとつになっている。気象条件が良いために、島内には2か所の葡萄園があり、うち1か所はブリテン諸島で最も古い葡萄園のひとつである。ラベンダーもそこから精油が取れることで成長している。
帆布生産や造船といった海事産業も長く続いてきたが、近年は減少傾向にある。場所などの規模は減少しているが、GKNグループは後にウエストランド・エアクラフトと名を変えることになる、嘗てはブリティッシュ・ホバークラフト会社を経営していた。ウエストランドが買収した最大の会社は、独立系だったサンダーズ・ロー社である。歴史上最も知られた会社であり、多くの飛行艇と世界最初のホバークラフトを製造したことで知られている。島の主要製造業は、今日風力タービンの羽根を作る大手（ヴェスタ社）のような複合素材産業である。
島のベンブリッジ飛行場は、世界でも有名なブリテン・ノーマン アイランダーやブリテン・ノーマン トライランダーを製造するブリテン・ノーマンの本拠地である。ここは間もなくヨーロッパを結ぶサイラス軽飛行機の飛行場になることになっている。
島が活気付くのは、世界でも有名な国際競技のセーリング、レガッタ、カウズ週間からで、毎年8月に開催され、10万人を超える観光客目当ての催し物が行われる。他にカウズでは隔年で7月と8月に行われるアドミラルズカップとコモドアズカップなどがある。
2005年に北海油田会社がポーチフィールドのサンドヒル2号堀の試掘を開始したが、十分な量が確保できず、この年の10月に中断した。

### サービス産業

#### 観光と自然遺産

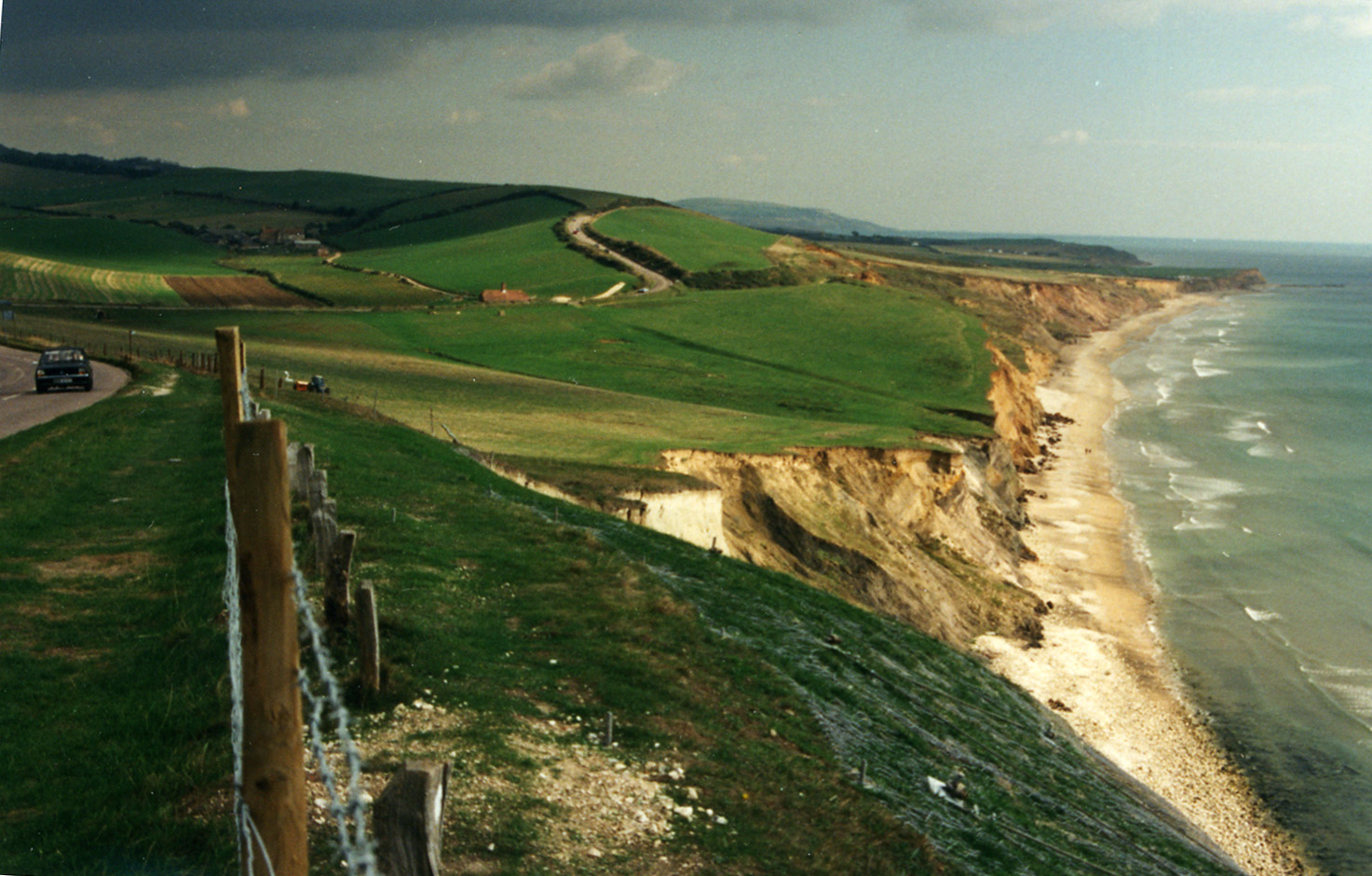
コンプトン・チャインから東にブラックギャング方面を望む）

昔ながらの島の景観は、島の主要な財産であり、長年にわたり地元の観光業を支えてきた。かつては海辺のリゾート地で過ごす観光客が多かったが、航空機の発達によりほかに選択肢が広がったことからイギリスの国内市場では衰退してきており、代わって野生生物や地形といった自然遺産を目当てにした観光客が増えてきている。
観光は今も島で最大の産業で、島内ほとんどの村や町がホテルやユースホステル、キャンプ場を運営している。イギリス各地からバスツアーで訪れる人が多く、毎年ウォーキングフェスティヴァルを楽しみにしている人がいる。

#### 運輸と通信

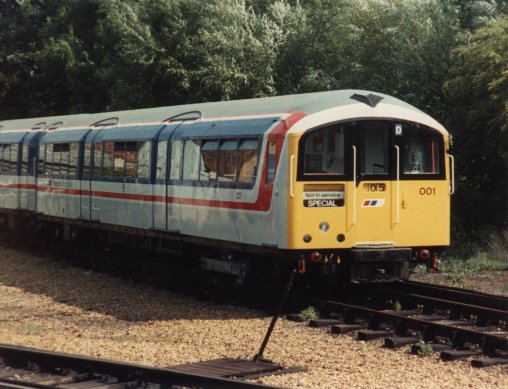
ワイト島を走る電車

本土と島の間で運航しているフェリー会社が3社ある。
- レッドファネル - サウサンプトン・東カウズ間で車と旅客を運んでいる。高速旅客船のみは「レッドジェット」という名前で西カウズから運航している。
- ワイトリンク - ポーツマス・フィッシュボーン（ライド港近く）間とリンミングトン・ヤーマス間で車と旅客を運んでいる。旅客のみはポーツマス港駅とライドピア駅間を「ファストキャット」（土地の人は舟の色からヴォミットコメットと言っている）という名前の舟で運航していて、その舟は双胴船である。
- ホバートラヴェル - サウスシー・ライド間をホバークラフトで旅客運送を行っている。

運航路線拡張の申請が行われていて、カウズ週間には臨時便の運航が行われている（西カウズ・リミングトン間の高速双胴船が知られている）。
電気鉄道はかつてロンドン地下鉄で使われていた車両を利用して、ブレーディングとサンダウンを経由してライドピアヘッド・シャクリン間で運行している。
カーフェリーでフィッシュボーンに降りた観光客は、「島の道路は違います。運転には要注意。」という挨拶文を目にする。島の道路が違うという理由は、州議会が余り道路の維持に予算を使わないことに対する島の住民による冗談である。それでも交通量を抑え静かな道路環境とゆったりとした速度で通行させるために旅行客は届出の義務があり、島は今も慌ただしい本土からの旅行者には魅力的な土地であることがその理由のひとつである。
一般向けの小規模の飛行場が2つある。1つはサンダウンのワイト島空港、もう1つはベンブリッジ空港である。この2つは夏は日帰り旅行客でごった返している。
島の電話交換機は全てブロードバンドが可能で、さらにカウズやニューポートのような都市部はケーブルが敷かれている。アレトンのようにブロードバンドになっていない地区もある。
ワイト島カウンティプレスは島では大手の新聞で、毎週金曜日か祝日の前日に発行している。地域向けのラジオ局ワイト島ラジオは、FM放送局で（インターネットでも聴ける）、ソレントTVが島から地域向けのテレビ放送を行っている。

## 刑務所
人口の密集したイングランド南部に近いことでワイト島には刑務所が3つ（アルバニ刑務所、キャンプヒル刑務所、カウズに向かうニューポート郊外のパークハースト刑務所）ある。アルバニ刑務所とパークハースト刑務所は、1990年代に格下げされるまでイギリスではA段階の刑務所であった。パークハースト刑務所が格下げされたのは、大脱走事件がきっかけで、囚人3人が（服役中の囚人では最も危険な殺人犯で知られていた）1995年1月3日に脱獄し、4日後に再逮捕された事件である。パークハースト刑務所は特にブリテン諸島で最も堅固な刑務所のひとつとして悪名高く、ヨークシャーの切り裂き魔ピーター・サトクリフや双子のクレイなどの有名な囚人を「住まわせていた」。
キャンプヒル刑務所はアルバニ刑務所とパークハースト刑務所の西1マイル（1.6km）（パークハーストの森の隅）にある。元々は南と東に向かって豪華な将校住宅の（階級によってその程度は違う）ある林道の小住宅を兼ねた兵舎であった。少年刑務所になり、その後重罪でない囚人を収監する刑務所になり、現在は個人の所有になっているとはいえ、周辺の住宅に今も制約を課している。綺麗な水が刑務所の中から今も供給されていて、住人は水道局に下水道料金だけ払えば良い。住宅地に入るには、門と私道の2つを通ることになる。この2つは公共物ではないことを示すために毎年1日間閉鎖されている。

## 観光名所
- アラム湾

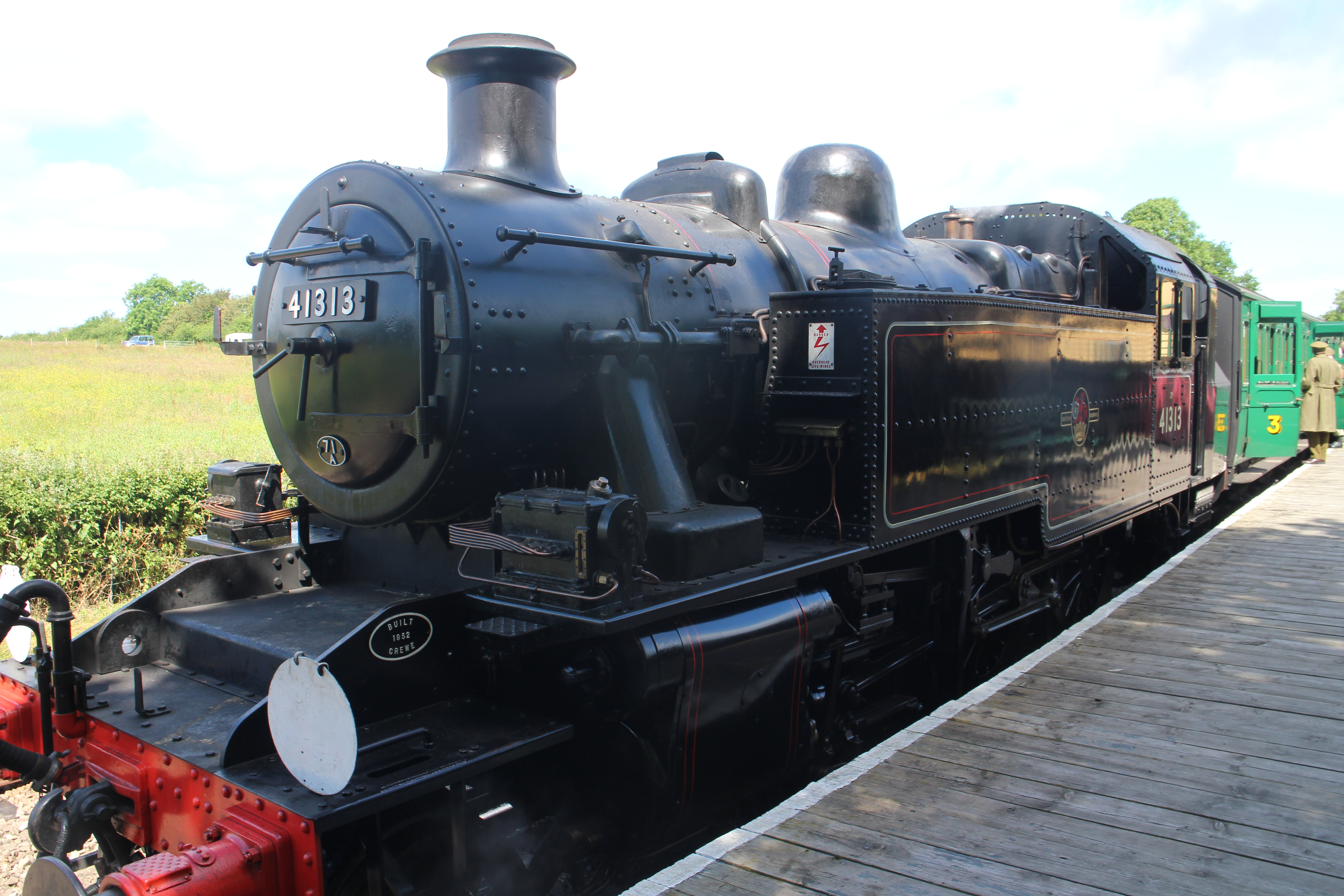
ワイト島蒸気鉄道

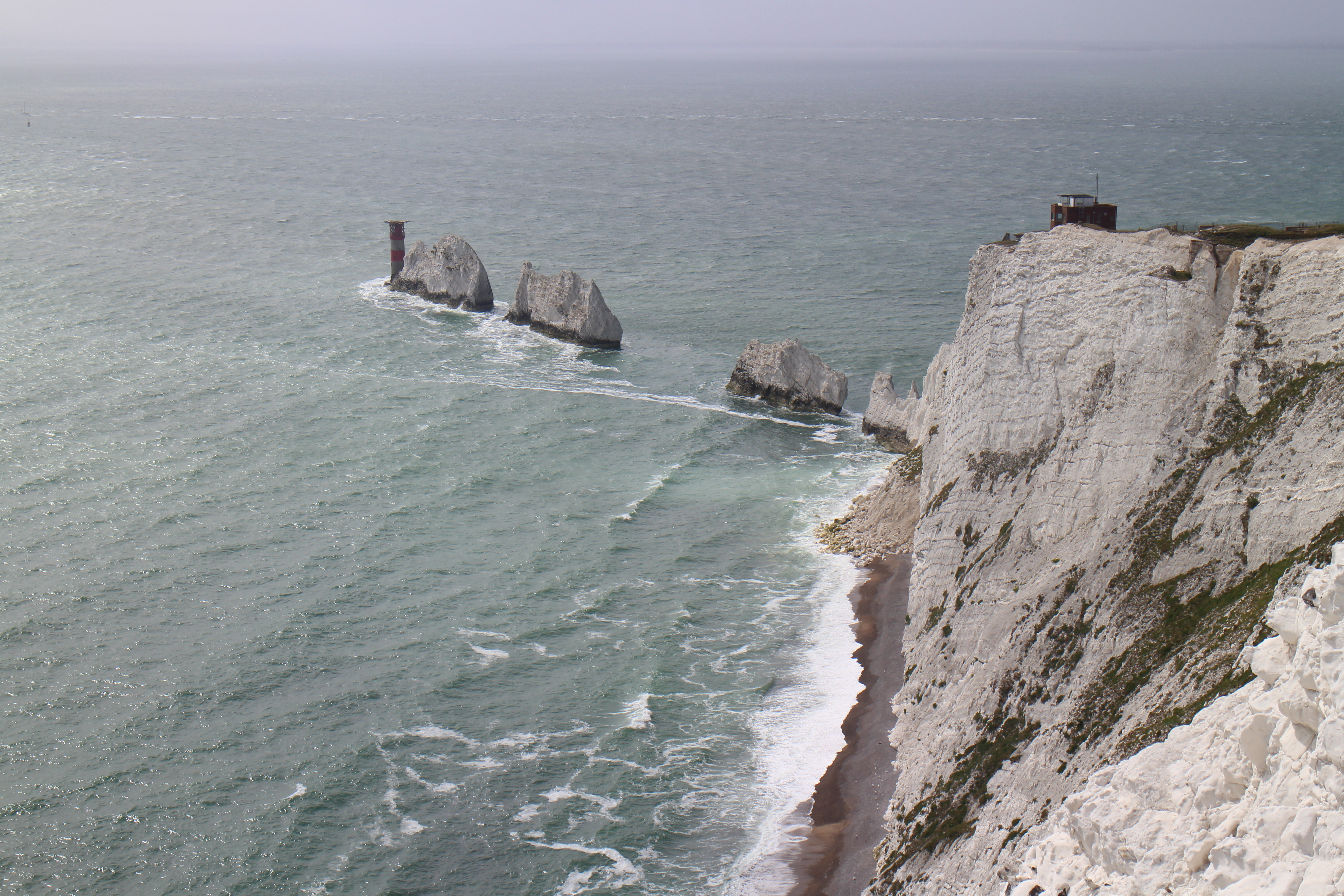
ザ・ニードル

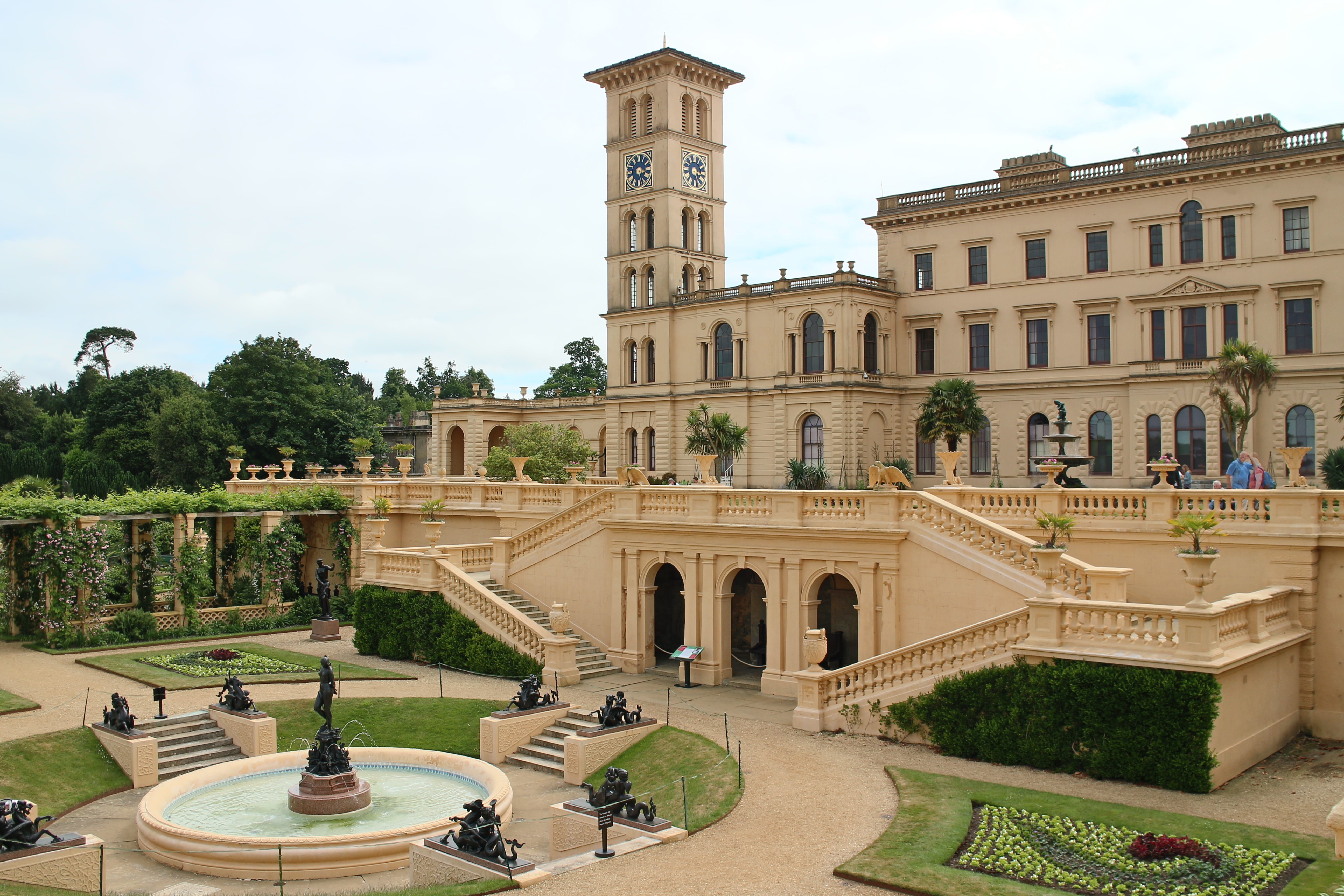
オズボーン・ハウス

- アプルドゥルコンビ宮殿　イングランドの文化遺産
- ブラックギャング渓谷
- カリスブルック城（英語版）　イングランドの文化遺産
- ダイナソー・アイル
- ゴールデンヒルフォート
- フォートヴィクトリア
- ワイト島蒸気鉄道
- オズボーン・ハウス　イングランドの文化遺産
- ザ・ニードル　ナショナル・トラスト
- ロビンヒル
- ヤーマス城　イングランドの文化遺産
- クォーアアビー

## 小説や音楽に出てくるワイト島
- ビートルズの「ホエン・アイム・シックスティ・フォー（原題：When I'm Sixty-Four）」（ポール・マッカートニー作）はワイト島の夏の貸し別荘を描いている。
- ビートルズの曲「涙の乗車券（原題：Ticket To Ride）」は、ワイト島北部のフェリー港「ライド港への乗車券」（Ticket to Ryde）の洒落である。
- ミッシェル・デルペッシュの曲、「ワイト・イズ・ワイト」は、1969年の第2回ワイト島音楽祭に捧げられたものである。
- フィクション化された名前でマクスウェル・グレイの1886年の小説『ディーンメイトランドの静寂』に現れている。
- ジュリアン・バーンズの小説『イングランド、イングランド』に現れてくる。
- ジョン・ウィンダムの小説『トリフィド時代』とサイモン・クラークが書いた続編『トリフィドの夜（英語版）』にも現れている。
- ロバート・ペニックはワイト島を舞台に「Fallen」などの探偵小説を書いている。
- ラジオ番組ネビュラスで、ネビュラス教授がワイト島を左側に移動させようとして偶然崩壊させてしまっている。
- ゲームspirit of the stonesでは護符がワイト島に隠されている。コンピューターゲームにもワイト島が場面として使われている。
- テレビドラマシリーズ『ドクター・フー』の「父の日」でドクターが「過去は別の国。1987年はまさにワイト島」と言っている。